# 空拳乙女
『空拳乙女』（くうけんおとめ）は、湯浅ヒトシによる日本の漫画作品。双葉社発行の『漫画アクション』にて連載された。

## あらすじ
空手に憧れる少女、町田歩夢は入学した片岡女子高校に空手部がないことを悔み、自ら空手同好会を作ろうと働きかける。同じクラスの古代好き少女、武部道が空手経験者であるという事を知った歩夢は武部道に空手の指導を乞う。かくして武部道を指導者にすえ、女子高生二人の空手修行が始まった。

## 登場人物
町田 歩夢（まちだ あゆむ）
空手に憧れる高校一年生の女子。髪型はショートヘア。空手には格闘技とは違う神秘的な物が秘められていると思っている。武部道から貰った古代グッズのキーホールダーをカバンに付けていた為、武部道と間違われて拉致されかけたところを道に助けられ、道が空手経験者であることを知る。その後、しぶる武部道を説得し、空手を教えてもらう事となった。放課後は教室で着替え、空手着のまま外を走って道場へ通っている。町田という名字は空手ベースの総合格闘家リョート・マチダから取られたと思われる。
武部 道（たけべ みち）
歩夢のクラスメート。幼少時に空手を習っていた。古代好き。普段はロングヘアを下ろしているが、戦う時や稽古の時はポニーテールにしている。謎のヤクザに拉致されそうになったり、怪しい格闘プロモーターにコスプレファイトに誘われたり、普通の女子高生とは程遠いヒロイン体質。親が仕事柄、裏社会から恨みを買っている為、身の安全から祖父母と暮らしている。最初に習った本来の空手の流派は松濤館流。引っ越してくる前の道場の流派は糸東流であった。競技試合の経験は無いが、以前の道場ではみっちりと護身の為の技術を教え込まれている。ヤクザ相手の路上の実戦では躊躇なくスカートを振り乱し戦い、これを撃退している。パンチラ要員であり、サービスショットは多い。学校では「春野かすみ」という偽名を使っている。
銅堂 主税（どうどう ちから）
道の空手の師匠の孫。通称「若旦那」。性格はやや下品かつ粗暴。かつては道と一緒に空手を習っていたが、野球に転向した。野球で芽が出る事はなく、現在は自転車屋を営んでいる。道と歩夢に今はもう使っていない道場を間貸しする。道からは「どうどうちかん」と呼ばれることも。

## 書籍情報
1. 第1巻 2013年5月28日発売。ISBN 978-4-575-84239-5
2. 第2巻 2013年12月27日発売。ISBN 978-4-575-84326-2